# Takashi Yokoyama
Takashi Yokoyama (Japón, 24 de diciembre de 1913-1945) fue un nadador japonés especializado en pruebas de estilo libre, donde consiguió ser campeón olímpico en 1932 en los 4x200 metros.

## Carrera deportiva
En los Juegos Olímpicos de Los Ángeles 1932 ganó la medalla de oro en los relevos de 4x200 metros estilo libre, con un tiempo 8:58.4 segundos), por delante de Estados Unidos (plata) y Hungría (bronce); sus compañeros de equipo fueron los nadadores: Yasuji Miyazaki, Hisakichi Toyoda y Masanori Yusa.